# امایاپورام
امایاپورام (به انگلیسی: Amayapuram) یک منطقهٔ مسکونی در هند است که در تامیل نادو واقع شده‌است.